# Vári Attila (színművész)
Vári Attila (Nagyvárad, 1971. február 20. – Budapest, 2021. április 3.) magyar színész, szinkronszínész.

## Élete
1971-ben született Nagyváradon, később családjával innen költözött Budapestre. Számtalan sorozatban, dokumentum-, ismeretterjesztő- és szórakoztató filmben szinkronizált. 2021-ben szívátültetésen esett át. Nem sokkal utána, 2021. április 3-án hunyt el 50 éves korában. Lánya, Vári Dóra szintén szinkronizál.

## Szinkronszerepei
- Totál Dráma Sziget: Trent - Scott McCord
- Totál Dráma Akció: Trent - Scott McCord
- Totál Dráma Világturné: Trent - Scott McCord
- Dokik: Dr. Christopher Duncan Turk - Donald Faison
- Verdák: Wingo - Adrian Ochoa
- Parkműsor: Thomas, Ygbir - Roger Craig Smith, William Salyers
- Star Wars: A klónok háborúja: Mas Amedda (1. hang), Stak, Stew őrmester, Ütős (Slammer) klónpilóta - Stephen Stanton, Dee Bradley Baker
- A Grace klinika: Dr. Charles Percy - Robert Baker
- Verdák 3.: Kurt - Django Craig
- A visszatérő: Coulter, Felcser - Cole Vandale, Haysam Caori
- Transformers: Négycsillagos tábornok - Steven Ford
- Amerika Kapitány: Az első bosszúálló: Duffy őrmester - Damon Driver
- Az igenember: Lee - Aaron Takahashi
- Family Guy: Ida Davis (2. hang) - Seth MacFarlane
- Johnny English újra lecsap:  Sebastian Lynch - Roger Barclay
- Transformers: Prime: Tailgate - Josh Keaton
- Transformers: Robots in Disguise: Divebomb - Khary Payton
- Halálos iramban: Tokiói hajsza: Morimoto - Leonardo Nam
- Marvel Kapitány: Biztonsági főnök - Patrick Gallagher
- Transformers: A bukottak bosszúja: Sharsky - Walker Howard
- World Trade Center: Scott Strauss - Stephen Dorff
- Gumball csodálatos világa: Patrick Fitzgerald (3-4. évad) - Dan Russel
- A nevem Earl: Ralph Mariano - Giovanni Ribisi
- A Tini Nindzsa Teknőcök új kalandjai: Casey Jones - Mark Thompson
- Bosszúállók újra együtt: Forgószél - Tom Kenny
- A galaxis őrzői: Üvegfej - Trevor Devall